# 第67届威尼斯国际电影节
第67届威尼斯电影节于2010年9月1日至9月11日在意大利威尼斯举行。开幕影片是戴倫·艾洛諾夫斯基导演的《黑天鹅》，闭幕影片是朱丽·泰莫（Julie Taymor）的《暴风雨》，兩部片均產自美國。美國导演昆廷·塔伦蒂诺出任评委会主席。
香港導演吳宇森獲頒終身成就金獅獎。

## 評審團
正式競賽
- 昆汀·塔伦蒂诺：導演。（評審團主席）
- 吉勒莫·阿里加：編劇。
- 英格鮑嘉·戴肯耐：演員。
- 阿諾·戴普勒尚：導演。
- 丹尼·艾夫曼：配樂、作曲家。
- 盧卡·格達戈尼諾：導演。
- 加布里·薩爾瓦托（義大利語：Gabriele Salvatores）：導演。

## 官方單元

### 正式競賽
以下24部電影參與角逐金獅獎：
| 片名                   | 原文片名                       | 導演                      | 製作國                        |
| ---------------------- | ------------------------------ | ------------------------- | ----------------------------- |
| 《黑天鹅》 (開幕片)    | Black Swan                     | 戴倫·艾洛諾夫斯基         | 美国                          |
| 《害群之馬》           | La pecora nera                 | 阿斯卡尼奧·切萊斯蒂尼     | 義大利                        |
| 《在某处》             | Somewhere                      | 蘇菲亞·柯波拉             | 美国                          |
| 《你快樂，所以我快樂》 | Happy Few                      | 安東尼·寇迪耶             | 法國                          |
| 《質數的孤獨》         | La solitudine dei numeri primi | 薩維里奧·康斯坦佐         | 義大利、 德国、 法國          |
| 《沉默的靈魂》         | Овсянки                        | 阿列克謝·費多爾琴克       | 俄羅斯                        |
| 《寫在水中的承諾》     | Promises Written in Water      | 文森·加洛                 | 美国                          |
| 《無果之路》           | Road to Nowhere                | 蒙特·赫爾曼               | 美国                          |
| 《哭泣的小丑》         | Balada triste de trompeta      | 艾利克斯·德·拉·伊格萊希亞 | 西班牙、 法國                 |
| 《黑色維納斯》         | Vénus noire                    | 阿布戴·柯西胥             | 法國                          |
| 《命運解剖師》         | Post Mortem                    | 帕布羅·拉瑞恩             | 智利、 墨西哥、 德国          |
| 《巴尼正傳》           | Barney's Version               | 理查·J·路易斯             | 加拿大、 義大利               |
| 《我們相信》           | Noi credevamo                  | 馬利歐·馬爾多那           | 義大利、 法國                 |
| 《激情》               | La passione                    | 卡洛·馬薩庫拉提           | 義大利                        |
| 《13人刺客：殊死血戰》                   | 十三人の刺客                   | 三池崇史                  | 日本、 英国                   |
| 《幸福的小雨傘》       | Potiche                        | 法蘭索瓦·歐容             | 法國、 比利时                 |
| 《米克的近路》         | Meek's Cutoff                  | 凱莉·萊卡特               | 美国                          |
| 《世上最美的奇蹟》     | Miral                          | 朱利安·許納貝             | 美国、 法國、 義大利、 以色列 |
| 《我不要死》           | Essential Killing              | 傑齊·史柯里莫斯基         | 波蘭、 挪威、 匈牙利、 爱尔兰 |
| 《挪威的森林》         | ノルウェイの森                 | 陈英雄                    | 日本                          |
| 《愛的抱抱》           | Attenberg                      | 雅典娜·瑞秋·特桑加里      | 希腊                          |
| 《狄仁杰之通天帝国》   | 《狄仁杰之通天帝国》           | 徐克                      | 中国                          |
| 《3人擠不擠》          | Drei                           | 湯姆·提克威               | 德国                          |
| 《夾邊溝》             | 《夾邊溝》                     | 王兵                      | 香港                          |

## 得獎名單

### 正式競賽單元
- 金獅獎：《在某處》 - 蘇菲亞·柯波拉
- 最佳導演銀獅獎：艾利克斯·德·拉·伊格萊希亞 - 《哭泣的小丑（西班牙语：Balada triste de trompeta）》
- 評審團特別獎：《我不要死（英语：Essential Killing）》 - 傑齊·史柯里莫斯基
- 最佳男演員獎：文森·加洛 - 《我不要死（英语：Essential Killing）》
- 最佳女演員獎：阿麗安·拉蓓 - 《愛的抱抱》
- 金奧薩拉最佳劇本獎：艾利克斯·德·拉·伊格萊希亞 - 《哭泣的小丑（西班牙语：Balada triste de trompeta）》
- 金奧薩拉最佳攝影獎：米克海爾・克里屈曼（英语：Mikhail Krichman） - 《沉默的靈魂（英语：Silent Souls）》
- 特別獅獎：蒙特·赫爾曼（英语：Monte Hellman）
- 最佳新演員獎：米娜·古妮絲 - 《黑天鹅》

### 會外獎項
- 費比西國際影評人獎：《沉默的靈魂（英语：Silent Souls）》 - 阿列克謝·費多爾琴克（英语：Aleksey Fedorchenko）